# Hadena bulgarica
Hadena bulgarica là một loài bướm đêm trong họ Noctuidae.